# 颱風啟德 (2000年)
颱風啟德（英語：Typhoon Kai-tak，國際編號：0004，聯合颱風警報中心：06W，菲律賓大氣地球物理和天文管理局：Edeng）為2000年太平洋颱風季第四個被命名的風暴。「啟德」（英語：Kai Tak）一名由香港提供，為地名，源於啟德濱及啟德機場，現址為啟德發展區。

## 發展過程
啟德是本颱風季在南海上生成的第一個颱風。7月3日UTC12時，一熱帶低氣壓在菲律賓呂宋島以西海面上生成，並採取向北的路徑。7月5日UTC18時，在菲律賓呂宋島西北緩慢移動，並迅速發展成一個熱帶風暴，命名為啟德。7月6日UTC0時，啟德增強為強烈熱帶風暴。UTC12時，啟德再增強為颱風。7月7日UTC0時，啟德達到頂峰，中心亦出現雙眼壁，最高持續風速為75節。達到頂峰後開始向東北移動。7月8日UTC12時，啟德減弱為強烈熱帶風暴。7月9日UTC1時，啟德登陸於台灣台東縣成功鎮附近。UTC6時，啟德於基隆市安樂區附近出海。UTC9時，啟德繼續減弱為熱帶風暴。橫過台灣後，啟德繼續北進，在7月10日於浙江省台州市温嶺市石橋頭鎮附近作第二次登陸。啟德掠過上海市，然後進入黃海。UTC18時，啟德轉化為溫帶氣旋。7月12日UTC6時，完全消散。

## 影響

### 臺灣
當地發佈最高熱帶氣旋警告信號：海上陸上颱風警報

#### 災情
恆春半島、東部、東北部及北部地區有豪雨發生，尤以恆春半島雨量最多。農業損失以台東縣較為嚴重。

### 香港
當地發佈最高熱帶氣旋警告信號： 一號戒備信號
一號戒備信號在七月六日下午3時50分懸掛，當時啟德位於香港東南偏東約600公里。在隨後的數日，香港有煙霞，下午及黃昏有零散驟雨及幾陣局部地區性雷暴。啟德在七月七日約上午8時最接近香港，當時它位於香港東南偏東約530公里。香港天文台總部在七月八日下午5時左右錄得最低每小時海平面氣壓為997.0百帕斯卡。啟德在七月九日加速遠離香港，所有熱帶氣旋警告信號在上午5時45分除下。
在啟德影響香港期間，香港並無損失。

### 澳門
當地發佈最高熱帶氣旋警告信號：  一號風球
七月四日早上八時，於呂宋島西面（北緯16.4度、東經119.5度）有一熱帶低氣壓形成，並沿呂宋西岸向東北偏北移動。至五日凌晨時分，折向西北方向。翌日凌晨二時，約在北緯19.0度、東經119.8度的南中國海面增強為一熱帶風暴，並獲命名「啟德」，編號0004，繼續向西北方向緩慢前進。十二小時後，即六日下午二時，於北緯19.7度、東經119.6度，在其西北偏北的路徑上再次增強為一強烈熱帶風暴，其中心氣壓為980百帕斯卡，中心最高風速達每小時105公里。由於啟德繼續以時速9公里移近南中國海北部，澳门於六日廿三時懸掛一號風球。七日早上八時，當啟德集結於澳門東南偏東約580公里的地方最接近澳门時，增強為颱風，其中心氣壓為970百帕斯卡，中心最高風速達每小時120公里。其後啟德以逆時針方向打圈，並以時速14公里改向東北方向移動，趨向呂宋海峽，澳門於九日早上六時三十分取消所有熱帶氣旋信號。在北上橫越台灣前，啟德於同日早上八時減弱為一強烈熱帶風暴。

## 熱帶氣旋警告使用記錄

### 臺灣
| 中央氣象局 颱風警報 | 中央氣象局 颱風警報 | 中央氣象局 颱風警報 |
| ------------------- | ------------------- | ------------------- |
| 上一熱帶氣旋        | 海上颱風警報        | 下一熱帶氣旋        |
| 中度颱風丹恩        | 海上颱風警報        | 強烈颱風碧利斯      |
| 中度颱風丹恩        | 陸上颱風警報        | 強烈颱風碧利斯      |

### 香港
| 香港天文台 熱帶氣旋警告信號 | 香港天文台 熱帶氣旋警告信號 | 香港天文台 熱帶氣旋警告信號 |
| --------------------------- | --------------------------- | --------------------------- |
| 上一熱帶氣旋                | 一號戒備信號                | 下一熱帶氣旋                |
| 颱風丹尼                    | 一號戒備信號                | 熱帶低氣壓08W               |

### 澳門
| 地球物理暨氣象局 熱帶氣旋信號 | 地球物理暨氣象局 熱帶氣旋信號 | 地球物理暨氣象局 熱帶氣旋信號 |
| ----------------------------- | ----------------------------- | ----------------------------- |
| 上一熱帶氣旋                  | 一號風球                      | 下一熱帶氣旋                  |
| 颱風丹尼                      | 一號風球                      | 熱帶低氣壓08W                 |

## 外部連結
- （日語）http://www.jma.go.jp/ （页面存档备份，存于） 日本氣象廳首頁
- （英文）http://www.usno.navy.mil/JTWC/ （页面存档备份，存于） 聯合颱風警報中心首頁
- （简体中文）https://web.archive.org/web/20120928121548/http://www.nmc.gov.cn/ 中央氣象台首頁
- （繁體中文）http://www.cwb.gov.tw/ （页面存档备份，存于） 中央氣象局首頁
- （繁體中文）http://www.hko.gov.hk/ （页面存档备份，存于） 香港天文台首頁
- （繁體中文）http://www.smg.gov.mo/ （页面存档备份，存于） 澳門地球物理暨氣象局首頁